# Kanton Grasse-Sud
Kanton Grasse-Sud (fr. Canton de Grasse-Sud) je francouzský kanton v departementu Alpes-Maritimes v regionu Provence-Alpes-Côte d'Azur. Tvoří ho tři obce.

## Seznam obcí
- Auribeau-sur-Siagne
- Grasse (jižní část)
- Pégomas